# Taylor (affluent de la Gunnison)
Pour les articles homonymes, voir Taylor.
La Taylor (en anglais : Taylor River) est un cours d'eau américain s'écoulant dans le comté de Gunnison, dans l'État du Colorado. Il s'agit d'un affluent de la Gunnison, elle-même affluent du fleuve Colorado. Sur son cours se trouve notamment le réservoir Taylor Park, un important lac de barrage.